# Казахстан на зимових Олімпійських іграх 1998
Казахстан брав участь в Зимових Олімпійських іграх 1998 року в Наґано (Японія) вдруге за свою незалежну історію. Країну представляли 60 спортсменів (45 чоловіків та 15 жінок) у 8 видах спорту. Прапороносцем на церемонії відкриття став лижник Володимир Смирнов. Казахи завоювали дві бронзові медалі.

## Медалісти
| Медаль | Прізвище          | Вид спорту          | Дисципліна                                     |
| ------ | ----------------- | ------------------- | ---------------------------------------------- |
| Бронза | Людмила Прокашева | Ковзанярський спорт | 5000 м (жінки)                                 |
| Бронза | Володимир Смирнов | Лижні перегони      | 15 км переслідування вільним стилем (чоловіки) |

## Спортсмени
| Вид спорту          | Чоловіки | Жінки | Всього |
| ------------------- | -------- | ----- | ------ |
| Біатлон             | 4        | 4     | 8      |
| Гірськолижний спорт | 1        | 1     | 2      |
| Ковзанярський спорт | 5        | 3     | 8      |
| Лижні перегони      | 5        | 5     | 10     |
| Стрибки з трампліна | 5        | 2     | 7      |
| Фігурне катання     | 3        | 2     | 5      |
| Фристайл            | 1        | 1     | 2      |
| Хокей               | 19       | 0     | 19     |
| Всього              | 45       | 15    | 60     |

## Біатлон
| Спортсмен                                                         | Дисципліна                              | Час       | Хиби | Місце |
| ----------------------------------------------------------------- | --------------------------------------- | --------- | ---- | ----- |
| Дмитро Пантов                                                     | 10 км спринт (чоловіки)                 | 30:51.8   | 3    | 54    |
| Валерій Іванов                                                    | 10 км спринт (чоловіки)                 | 29:58.8   | 5    | 31    |
| Дмитро Поздняков                                                  | 10 км спринт (чоловіки)                 | 29:30.1   | 0    | 24    |
| Дмитро Поздняков                                                  | 20 км індивідуальні перегони (чоловіки) | 59:22.9   | 6    | 59    |
| Валерій Іванов                                                    | 20 км індивідуальні перегони (чоловіки) | 56:55.9   | 7    | 52    |
| Дмитро Пантов                                                     | 20 км індивідуальні перегони (чоловіки) | 58:10.5   | 5    | 49    |
| Дмитро Пантов Дмитро Поздняков Олександр Меньщиков Валерій Іванов | естафета 4х7,5 км (чоловіки)            | 1'27:56.0 | 1    | 16    |
| Інна Шешкіль                                                      | 7,5 км спринт (жінки)                   | 24:32.9   | 1    | 20    |
| Маргарита Дулова                                                  | 7,5 км спринт (жінки)                   | 24:21.7   | 1    | 18    |
| Інна Шешкіль                                                      | 15 км індивідуальні перегони (жінки)    | 56:27.7   | 7    | 54    |
| Людмила Гур'єва                                                   | 15 км індивідуальні перегони (жінки)    | 54:42.8   | 4    | 23    |
| Інна Шешкіль Маргарита Дулова Олена Дубок Людмила Гур'єва         | естафета 4х7,5 км (жінки)               | 1'45:22.9 | 2    | 11    |

## Гірськолижний спорт
| Спортсмен    | Дисципліна                    | 1-й спуск | 2-й спуск | Сума | Місце |
| ------------ | ----------------------------- | --------- | --------- | ---- | ----- |
| Дмитро Квач  | гігантський слалом (чоловіки) | 1:29.95   | DNF       | DNF  | –     |
| Юлія Кригіна | супергігант (жінки)           | n/a       | n/a       | DNF  | –     |

## Ковзанярський спорт
| Спортсмен              | Дистанція                    | Заїзд 1 | Заїзд 1 | Заїзд 2 | Заїзд 2 | Фінал   | Фінал |
| Спортсмен              | Дистанція                    | Час     | Місце   | Час     | Місце   | Час     | Місце |
| ---------------------- | ---------------------------- | ------- | ------- | ------- | ------- | ------- | ----- |
| 500 метрів (чоловіки)  | Володимир Клепінін           | 37.22   | 36      | 36.92   | 31      | 74.14   | 32    |
| 500 метрів (чоловіки)  | Вадим Шакшакбаєв             | 36.87   | 29      | 36.57   | 23      | 73.44   | 24    |
| 1000 метрів (чоловіки) | Володимир Клепінін           |         |         |         |         | 1:14.38 | 37    |
| 1000 метрів (чоловіки) | Сергій Цибенко               |         |         |         |         | 1:12.40 | 17    |
| 1500 метрів (чоловіки) | Сергій Казначеєв             |         |         |         |         | 1:55.22 | 41    |
| 1500 метрів (чоловіки) | Радик Бікчентаєв             |         |         |         |         | 1:52.87 | 27    |
| 1500 метрів (чоловіки) | Сергій Цибенко               |         |         |         |         | 1:52.03 | 19    |
| 5000 метрів (чоловіки) | Радик Бікчентаєв             |         |         |         |         | 6:52.65 | 27    |
| 5000 метрів (чоловіки) | Сергій Казначеєв             |         |         |         |         | 6:51.50 | 26    |
| 1500 метрів (жінки)    | Людмила Прокашева            |         |         |         |         | 2:01.65 | 11    |
| 3000 метрів (жінки)    | Кенжеш Сарсекенова-Оринбаєва |         |         |         |         | 4:42.07 | 31    |
| 3000 метрів (жінки)    | Людмила Прокашева            |         |         |         |         | 4:14.23 | 7     |
| 5000 метрів (жінки)    | Людмила Прокашева            |         |         |         |         | 7:11.14 | 3     |

## Лижні перегони
| Дисципліна                                     | Спортсмени                                                               | Рейс      | Рейс  |
| Дисципліна                                     | Спортсмени                                                               | Час       | Місце |
| ---------------------------------------------- | ------------------------------------------------------------------------ | --------- | ----- |
| 10 км класичним стилем (чоловіки)              | Віталій Ліліченко                                                        | 32:54.5   | 80    |
| 10 км класичним стилем (чоловіки)              | Андрій Невзоров                                                          | 31:30.4   | 68    |
| 10 км класичним стилем (чоловіки)              | Павло Рябінін                                                            | 30:37.0   | 50    |
| 10 км класичним стилем (чоловіки)              | Володимир Смирнов                                                        | 27:45.1   | 4     |
| 15 км переслідування вільним стилем (чоловіки) | Віталій Ліліченко                                                        | 48:58.1   | 59    |
| 15 км переслідування вільним стилем (чоловіки) | Андрій Невзоров                                                          | 45:30.7   | 48    |
| 15 км переслідування вільним стилем (чоловіки) | Павло Рябінін                                                            | 44:41.7   | 36    |
| 15 км переслідування вільним стилем (чоловіки) | Володимир Смирнов                                                        | 40:07.5   | 3     |
| 30 км класичним стилем (чоловіки)              | Володимир Борцов                                                         | 1'45:12.8 | 50    |
| 30 км класичним стилем (чоловіки)              | Андрій Невзоров                                                          | 1'42:48.8 | 41    |
| 30 км класичним стилем (чоловіки)              | Павло Рябінін                                                            | 1'39:31.6 | 13    |
| 30 км класичним стилем (чоловіки)              | Володимир Смирнов                                                        | 1'38:59.1 | 12    |
| 50 км вільним стилем (чоловіки)                | Віталій Ліліченко                                                        | 2'25:58.0 | 55    |
| 50 км вільним стилем (чоловіки)                | Володимир Борцов                                                         | 2'20:39.3 | 45    |
| 50 км вільним стилем (чоловіки)                | Андрій Невзоров                                                          | 2'15:14.7 | 23    |
| 50 км вільним стилем (чоловіки)                | Володимир Смирнов                                                        | 2'07:26.4 | 8     |
| естафета 4×10 км (чоловіки)                    | Павло Рябінін Володимир Борцов Андрій Невзоров Віталій Ліліченко         | 1'46:12.9 | 16    |
| 5 км класичним стилем (жінки)                  | Ольга Селезньова                                                         | 20:27.7   | 66    |
| 5 км класичним стилем (жінки)                  | Світлана Дешевих                                                         | 19:25.3   | 44    |
| 5 км класичним стилем (жінки)                  | Світлана Малахова-Шишкіна                                                | 19:10.7   | 35    |
| 5 км класичним стилем (жінки)                  | Оксана Яцька                                                             | 18:57.3   | 27    |
| 10 км переслідування вільним стилем (жінки)    | Ольга Селезньова                                                         | 36:00.6   | 63    |
| 10 км переслідування вільним стилем (жінки)    | Світлана Малахова-Шишкіна                                                | 32:39.4   | 42    |
| 10 км переслідування вільним стилем (жінки)    | Оксана Яцька                                                             | 32:20.5   | 39    |
| 10 км переслідування вільним стилем (жінки)    | Світлана Дешевих                                                         | 32:20.2   | 38    |
| 15 км класичним стилем (жінки)                 | Олена Антонова                                                           | 55:34.0   | 57    |
| 15 км класичним стилем (жінки)                 | Світлана Малахова-Шишкіна                                                | 53:13.7   | 49    |
| 15 км класичним стилем (жінки)                 | Оксана Яцька                                                             | 51:39.7   | 32    |
| 15 км класичним стилем (жінки)                 | Світлана Дешевих                                                         | 50:28.0   | 20    |
| 30 км вільним стилем (жінки)                   | Ольга Селезньова                                                         | 1'36:30.6 | 52    |
| 30 км вільним стилем (жінки)                   | Оксана Яцька                                                             | 1'33:23.4 | 40    |
| 30 км вільним стилем (жінки)                   | Світлана Малахова-Шишкіна                                                | 1'31:39.7 | 30    |
| 30 км вільним стилем (жінки)                   | Світлана Дешевих                                                         | 1'29:48.1 | 21    |
| естафета 4×5 км (жінки)                        | Світлана Дешевих Оксана Яцька Світлана Малахова-Шишкіна Ольга Селезньова | 59:11.3   | 12    |

## Стрибки з трампліна
| Спортсмен                                                           | Дисципліна                           | Перший стрибок | Перший стрибок | Перший стрибок | Другий стрибок | Другий стрибок | Разом      | Разом      |
| Спортсмен                                                           | Дисципліна                           | Відстань       | Бали           | Місце          | Відстань       | Бали           | Разом      | Місце      |
| ------------------------------------------------------------------- | ------------------------------------ | -------------- | -------------- | -------------- | -------------- | -------------- | ---------- | ---------- |
| Олександр Колмаков                                                  | нормальний трамплін                  | 67.5           | 63.0           | 58             | не пройшов     | не пройшов     | не пройшов | не пройшов |
| Павло Гайдук                                                        | нормальний трамплін                  | 72.0           | 76.5           | 48             | не пройшов     | не пройшов     | не пройшов | не пройшов |
| Станіслав Філімонов                                                 | нормальний трамплін                  | 75.5           | 85.0           | 32             | не пройшов     | не пройшов     | не пройшов | не пройшов |
| Дмитро Чвиков                                                       | нормальний трамплін                  | 79.0           | 93.5           | 25 Q           | 75.0           | 83.5           | 177.0      | 30         |
| Дмитро Чвиков                                                       | великий трамплін                     | 101.5          | 76.2           | 49             | не пройшов     | не пройшов     | не пройшов | не пройшов |
| Олександр Колмаков                                                  | великий трамплін                     | 101.5          | 80.7           | 46             | не пройшов     | не пройшов     | не пройшов | не пройшов |
| Павло Гайдук                                                        | великий трамплін                     | 104.5          | 87.1           | 42             | не пройшов     | не пройшов     | не пройшов | не пройшов |
| Станіслав Філімонов                                                 | великий трамплін                     | 111.0          | 98.3           | 27 Q           | 116.0          | 108.3          | 206.6      | 25         |
| Павло Гайдук Олександр Колмаков \|Дмитро Чвиков Станіслав Філімонов | командна першість (великий трамплін) | n/a            | n/a            | n/a            | n/a            | n/a            | 602.0      | 11         |

## Фігурне катання
| Дисципліна                   | Спортсмени                     | SP | FS  | TFP  | Місце |
| ---------------------------- | ------------------------------ | -- | --- | ---- | ----- |
| одиночні змагання (чоловіки) | Юрій Литвинов                  | 28 | DNF | DNF  | –     |
| парне катання                | Марина Халтуріна Андрій Круков | 16 | 14  | 22.0 | 14    |

Танці на льоду
| Дисципліна     | Спортсмени                               | CD1 | CD2 | OD | FD | TFP  | Місце |
| -------------- | ---------------------------------------- | --- | --- | -- | -- | ---- | ----- |
| танці на льоду | Єлизавета Стекольникова Дмитро Казарлига | 23  | 22  | 22 | 22 | 44.2 | 22    |

## Фристайл
| Спортсмен        | Дисципліна      | Кваліфікація | Кваліфікація | Кваліфікація | Фінал      | Фінал      | Фінал      |
| Спортсмен        | Дисципліна      | Час          | Бали         | Місце        | Час        | Бали       | Місце      |
| ---------------- | --------------- | ------------ | ------------ | ------------ | ---------- | ---------- | ---------- |
| Олексій Банников | могул, чоловіки | 29.06        | 20.18        | 26           | не пройшов | не пройшов | не пройшов |
| Ірина Кормишева  | могул, жінки    | DNF          | –            | –            | –          | DNF        | –          |

## Хокей

### Чоловічий турнір
Склад команди

Воротарі: Віталій Єремеєв, Олександр Шимін (Роман Кривомазов)
Захисники: Володимир Антипін, Ігор Нікітін, Андрій Савенков, Ігор Земляной, Андрій Соколов, Віталій Трегубов, Олексій Трощинський, Вадим Гловацький
 
Нападники: Михайло Бородулін, Петро Дев'яткін, Ігор Дорохін, Дмитро Дударев, Павло Каменцев, Олег Кряжев, Олександр Корешков, Євген Корешков, Андрій Пчеляков, Єрлан Сагимбаєв, Володимир Зав'ялов, Костянтин Шафранов
 
Тренер: Борис Александров
Попередній етап
Група A
| Team       | GP | W | L | T | GF | GA | GD | Pts |
| ---------- | -- | - | - | - | -- | -- | -- | --- |
| Казахстан  | 3  | 2 | 0 | 1 | 14 | 11 | +3 | 5   |
| Словаччина | 3  | 1 | 1 | 1 | 9  | 9  | 0  | 3   |
| Італія     | 3  | 1 | 2 | 0 | 11 | 11 | 0  | 2   |
| Австрія    | 3  | 0 | 1 | 2 | 9  | 12 | -3 | 2   |

All times are local (UTC-7).
| 7 лютого 1998 | Казахстан | 5 – 3 (1-3, 1-0, 3-0) | Італія | The Big Hat / Aqua Wing Arena, Наґано 8,634 глядачів |

| звіт | звіт | звіт | звіт | звіт |
| ---- | ---- | ---- | ---- | ---- |
|      |      |      |      |      |
|      |      |      |      |      |
|      |      |      |      |      |
|      |      |      |      |      |
|      |      |      |      |      |
|      |      |      |      |      |
|      |      |      |      |      |
|      |      |      |      |      |
|      |      |      |      |      |

| 8 лютого 1998 | Австрія | 5 – 5 (2-2, 2-1, 1-2) | Казахстан | The Big Hat / Aqua Wing Arena, Наґано 9,410 глядачів |

| звіт | звіт | звіт | звіт | звіт |
| ---- | ---- | ---- | ---- | ---- |
|      |      |      |      |      |
|      |      |      |      |      |
|      |      |      |      |      |
|      |      |      |      |      |
|      |      |      |      |      |
|      |      |      |      |      |
|      |      |      |      |      |
|      |      |      |      |      |
|      |      |      |      |      |

| 10 лютого 1998 | Словаччина | 3 – 4 (1-1, 1-0, 1-3) | Казахстан | The Big Hat / Aqua Wing Arena, Наґано 3,659 глядачів |

| звіт | звіт | звіт | звіт | звіт |
| ---- | ---- | ---- | ---- | ---- |
|      |      |      |      |      |
|      |      |      |      |      |
|      |      |      |      |      |
|      |      |      |      |      |
|      |      |      |      |      |
|      |      |      |      |      |
|      |      |      |      |      |
|      |      |      |      |      |
|      |      |      |      |      |

Перший раунд
Група D
| Team      | GP | W | L | T | GF | GA | GD  | Pts |
| --------- | -- | - | - | - | -- | -- | --- | --- |
| Росія     | 3  | 3 | 0 | 0 | 15 | 6  | +9  | 6   |
| Чехія     | 3  | 2 | 1 | 0 | 12 | 4  | +8  | 4   |
| Фінляндія | 3  | 1 | 2 | 0 | 11 | 9  | +2  | 2   |
| Казахстан | 3  | 0 | 3 | 0 | 6  | 25 | -19 | 0   |

All times are local (UTC-7).
| 13 лютого 1998 | Росія | 9 – 2 (2-1, 5-0, 2-1) | Казахстан | The Big Hat / Aqua Wing Arena, Наґано 3,752 глядачів |

| звіт | звіт | звіт | звіт | звіт |
| ---- | ---- | ---- | ---- | ---- |
|      |      |      |      |      |
|      |      |      |      |      |
|      |      |      |      |      |
|      |      |      |      |      |
|      |      |      |      |      |
|      |      |      |      |      |
|      |      |      |      |      |
|      |      |      |      |      |
|      |      |      |      |      |

| 15 лютого 1998 | Чехія | 8 – 2 (0-1, 2-3, 0-4) | Казахстан | The Big Hat / Aqua Wing Arena, Наґано 9,975 глядачів |

| звіт | звіт | звіт | звіт | звіт |
| ---- | ---- | ---- | ---- | ---- |
|      |      |      |      |      |
|      |      |      |      |      |
|      |      |      |      |      |
|      |      |      |      |      |
|      |      |      |      |      |
|      |      |      |      |      |
|      |      |      |      |      |
|      |      |      |      |      |
|      |      |      |      |      |

| 16 лютого 1998 | Фінляндія | 8 – 2 (1-3, 0-1, 1-4) | Казахстан | The Big Hat / Aqua Wing Arena, Наґано 5,544 глядачів |

| звіт | звіт | звіт | звіт | звіт |
| ---- | ---- | ---- | ---- | ---- |
|      |      |      |      |      |
|      |      |      |      |      |
|      |      |      |      |      |
|      |      |      |      |      |
|      |      |      |      |      |
|      |      |      |      |      |
|      |      |      |      |      |
|      |      |      |      |      |
|      |      |      |      |      |

Чвертьфінал
All times are local (UTC-7).
| 18 лютого 1998 | Канада | 4 – 1 (2-1, 2-0, 0-0) | Казахстан | The Big Hat / Aqua Wing Arena, Наґано 9,602 глядачів |

| звіт | звіт | звіт | звіт | звіт |
| ---- | ---- | ---- | ---- | ---- |
|      |      |      |      |      |
|      |      |      |      |      |
|      |      |      |      |      |
|      |      |      |      |      |
|      |      |      |      |      |
|      |      |      |      |      |
|      |      |      |      |      |
|      |      |      |      |      |
|      |      |      |      |      |